# Russell Crowe
Russell Ira Crowe (født 7. april 1964) er en newzealandsk-født skuespiller, filmproducer og musiker. Han opnåede international anerkendelse i år 2000 for sin rolle som den romerske general Maximus Decimus Meridius i den historiske episke film Gladiator, instrueret af Ridley Scott, som han vandt en Oscar for bedste mandlige hovedrolle, en Broadcast Film Critics Association Award for bedste skuespiller, en Empire Awards for bedste mandlige hovedrolle, en London Film Critics' Circle for bedste mandlige hovedrolle og yderligere 10 nomineringer for bedste skuespiller. Crowe spillede rollen som whistlebloweren Jeffrey Wigand i 1999 i filmen The Insider, for hvilken han modtog fem priser som bedste skuespiller og syv nomineringer i samme kategori. I 2001 portrætterede han rollen som matematikeren og nobelpristageren John Forbes Nash i filmen A Beautiful Mind, hvilket bragte ham adskillige priser, bl.a. en British Academy Film Awards for bedste mandlige hovedrolle, en Golden Globe for bedste skuespiller og en Screen Actors Guild Award for bedste mandlig skuespiller i en hovedrolle.
Crowes øvrige film er bl.a. L.A. Confidential (1997), Master and Commander: The Far Side of the World (2003), Cinderella Man (2005), 3:10 to Yuma (2007), American Gangster (2007), Body of Lies (2008) og Robin Hood (2010). Crowe portrætterede Javert i 2012-filmen Les Misérables, en tilpasning af den populære musical. Han spillede rollen som Jor-El, faren til Superman i filmen Man of Steel (2013). Han medvirkede i filmen Winter's Tale, baseret på Mark Helprins roman af samme navn fra 1983, og ligeledes medvirkede han i filmen Noah fra 2014, hvor han spillede den titular bibelske patriark. Crowes arbejde har ført til flere anerkendelser, bl.a. en stjerne på Hollywood Walk of Fame, tre Oscar-nomineringer i træk (1999-2001) og en Golden Globe Award for bedste mandlige hovedrolle. På grund af hans succes og forskellige  karakterer, har kritikere kaldt ham en »virtuos« skuespiller.
Crowe er også medejer af South Sydney Rabbitohs, Australiens nationale rugbyteam. Den 7. april 2003 blev han gift med den australske singer-songwriter og model Danielle Spencer og sammen har de to børn.

## Musik
I 1980'erne indspillede Crowe sangen "I Want To Be Like Marlon Brando" under navnet "Russ le Roq". Sammen med vennen Billy Dean Cochran dannede han bandet "Roman Antix" som senere udviklede sig til 30 Odd Foot of Grunts (forkortet TOFOG). Crowe var forsanger og spillede guitar i bandet, der udgave flere albums i begyndelsen af 90'erne.
I 2005 begyndte Crowe at samarbejde med Alan Doyle og det canadiske band Great Big Sea. Han dannede et nyt band sammen flere af de oprindelige medlemmer af TOFOG, under navnet "The Ordinary Fear of God". Bandet udgav albummet My Hand, My Heart. På albummet er en hyldestsang til Richard Harris, som Crowe blev venner med under indspilningen af Gladiator.

## Filmografi
- Blood Oath (1990) – Løjtnant Corbett
- The Crossing (1990) – Johnny
- Proof (1991) – Andy
- Spotswood (1992) – Kim Barry
- Årgang '93 (1993) – Hando
- Love in Limbo (1993) – Arthur Baskin
- The Silver Brumby (1993) – Manden
- For the Moment (1993) – Lachlan
- The Sum of Us (1994) – Jeff Mitchell
- De hurtige og de døde (1995) – Cort
- No Way Back (1995) – FBI agent Zach Grant
- Virtuosity (1995) – SID 6.7
- Rough Magic (1995) – Alex Ross
- L.A. Confidential (1997) – Bud White
- Heaven's Burning (1997) – Colin
- Breaking Up (1997) – Steve
- Mystery, Alaska (1999) – John Biebe
- The Insider (1999) – Jeffrey Wigand
- Gladiator (2000) – Maximus
- Livstegn (2000) – Terry Thorne
- Et Smukt Sind (2001) – John Nash
- Master and Commander: Til verdens ende (2003) – Kaptajn Jack Aubrey
- Cinderella Man (2005) – Jim Braddock
- A Good Year (2006) – Max Skinner
- 3:10 to Yuma (2007) – Ben Wade
- American Gangster (2007) – Kriminalkommisær Richie Roberts
- Body of Lies (2008) – Ed Hoffman
- Tenderness (2008) – Kriminalkommisær Cristofuoro
- State of Play (2009) – Cal McAffrey
- Robin Hood (2010) – Robin Hood
- Man of Steel (2013) – Jor-El
- Les Misérables (2012) – Inspektør Javert
- Noah (2014) – Noah
- Fathers & Daughters (2015) - Jake Davis
- The Mummy (2017) - Dr. Henry Jekyll

### Tv-serier
- Spyforce, afsnit 17 (1972) – Orphan
- Neighbours, afsnit 581, 588-589 og 596 (1987) – Kenny Larkin
- Acropolis Now, afsnit 28 (1991) – Danny O'Brian
- Police Rescue, afsnit 14 (1992) – Politiassistent Tom 'Bomber' Young